# Thierry Caby
Thierry Caby (* 1. April 1963 in Cysoing) ist ein ehemaliger französischer Fußballtorwart.

## Karriere
Caby wurde 1982 in den Kader des Drittligisten Roubaix Football aus seiner Heimatregion im Norden Frankreichs aufgenommen. Dort avancierte er gleich zum ersten Torwart und erreichte als solcher 1983 den Aufstieg in die zweite Liga. Zwar konnte sich der Verein nicht in der Spielklasse halten, doch zeigte Caby trotz des Abstiegs derart gute Leistungen, dass er zur neuen Saison 1984/85 vom Zweitligisten CFC Quimper unter Vertrag genommen wurde, wo er sich im Tor gegen Alain Wantz behaupten musste. Wantz zeigte etwas bessere Leistungen, verletzte sich allerdings nach einiger Zeit und musste daher Caby die Rolle des Stammtorwarts überlassen. Dieser verlor seine Rolle jedoch wieder und bestritt im Verlauf der Spielzeit 1986/87 kein einziges Zweitligaspiel, weil er in Richard Ruffier einen weiteren Rivalen im Tor bekommen hatte. Beide verließen 1987 den Verein, weswegen Caby einige Zeit den Platz im Tor einnehmen durfte. Durch die Verpflichtung Michel Ettorres im Jahr 1988 blieb der Torwart in der darauffolgenden Saison erneut ohne Einsatz. 
Dementsprechend entschied er sich 1989 für einen Wechsel zur US Valenciennes-Anzin. Hinter dem ehemaligen französischen Nationaltorwart Jean-Pierre Tempet war Caby gelegentlich der Ersatztorwart, lief aber auch häufig für die Reservemannschaft auf. Nach dem Karriereende Tempets im Jahr 1990 war es Michel Pageaud, der ihn ersetzte. Weil Caby lediglich fünf Ligaspiele in zwei Jahren bestritt und keine Perspektive auf einen Stammplatz bestand, wechselte er 1991 zur ebenfalls zweitklassigen USL Dunkerque, wo er hinter Nicolas Sachy ein weiteres Mal die Rolle des Ersatzkeepers übernahm. 1993 beendete er mit 30 Jahren seine Laufbahn und zog sich vollständig aus dem Profifußball zurück.